# Lamprotatus triangularis
Lamprotatus triangularis är en stekelart som beskrevs av Thomson 1876. Lamprotatus triangularis ingår i släktet Lamprotatus och familjen puppglanssteklar. Arten är reproducerande i Sverige. Inga underarter finns listade i Catalogue of Life.